# The Cardigans
The Cardigans (magyarul: A kardigánok) egy svéd együttes, melyet 1992-ben alapítottak Jönköpingben. Zenei stílusuk albumról albumra nagyot változott. A zenekar felállása jelenleg: Nina Persson vokál; Peter Svensson szólógitár; Magnus Sveningsson basszusgitár; Bengt Lagerberg dob; Lars-Olof Johansson zongora és gitár. 1994-ben jelentkeztek Emmerdale című hamvas, bájos bemutatkozó albumukkal, ám a nemzetközi piacra már az Emmerdale dalainak (slágeresebb) felét átmentő és további perfekt popdalokkal megtámogató 1995-ös Life-fal léptek ki, majd az 1996-os First Band On The Moon egyik számával, a Baz Luhrmann-féle Romeo+Júlia film betétdalként slágerré izmosodó Lovefoollal végleg befutottak. Ezzel a számmal a magyar közönség előtt is hírnévre tettek szert, és a Sziget Fesztivál még melegében megcsípte a lehetőséget: a ’97-es fesztiválon a The Cardigans is a fellépők közt volt.

## Történelem

### 1992-1995
Peter Svensson és Magnus Sveningsson mindketten metal zenészek voltak, akik az együttest alapították 1992. október 31-én Jönköpingben, Svédországban. Az alapító tagok között volt Bengt Lagerberg dobos; Lars-Olof Johansson zongorista és Nina Persson énekes is. Kezdetben egy kis apartmanban éltek együtt. Ebben az apartmanban felvettek egy olyan demószalagot, amelyet meghallgatott Tore Johansson rekordproducer, és ő ajánlotta be őket egy malmői stúdióba, ahová fel is vették a zenekart. 1994-ben kibocsátották bemutatkozó albumokat Svédországban és Japánban melynek címe Emmerdale volt. Ezt az albumot a Slitz magazin 1994-es kiadásában a szavazás alapján a legjobbnak ítélte meg. A nagy siker után európai utazgatásokkal töltötték a nyaralást, és közben felvették a Life című albumot, amelyet 1995-ben világszerte kiadtak. A Life (élet) nemzetközi siker lett, több mint egymillió másolatot adtak el belőle, és Japánban platinastátuszt kapott. 1996-ban kiadták a Life-ot a Minty Fresh-ben, ami gyakorlatilag az Emmerdale és a Life című album összeállítása volt.

### 1996-2002
A Life utáni sikerek után 1996-ban aláírtak egy szerződést a Mercury Records-szal, ami alatt a First Band on the Moon című albumot világszerte kiadták. Ezzel a csapat már egy összetettebb, sötétebb állattá fejlődött, a dalok tartalmazták a szívfájdalom, hűtlenség és kétségbeesés témáit. A Lovefool óriási sláger volt az Egyesült Államokban és megint Japánban, ahol az album mindössze három hét alatt platinát ért el. Ez segített aranyeladásokat elérni, ám mindazonáltal sok kritikus a Lovefool alapján bélyegezte meg az együttest. A dalt zenei videóként a '90-es évek végén mutatták be az MTV-n az a Rómeó és Júlia dalaként.
1997-ben magukat játszották a Beverly Hills 90210 egyik epizódjában.
1998 Gran Turismo-ja sötétebb és rosszkedvűbb volt, és követte egy olyan hosszú hézag, ami alatt a csapattagok szólóprojekteket űztek. Ugyanabban az évben szintén kiadtak egy összeállítást: The Other Side-ot. A dal videóját, a My Favourite Game-et cenzúrázták. A My Favourite Game egy népszerű PlayStation játéknak, a Gran Turismo-nak a zenéje. Abban az évben szintén megjelent egy albumuk: The X-Files, amely tartalmazta népszerű dalukat, a Deuce-t is.

### 2003-jelen
A Cardigans 2003-ban visszatért a Long Gone Before Daylighttal, a daloknak egy csendesebb, körülvevőbb gyűjteményével, melyeket főleg Nina Persson és Peter Svennson írt. A Long Gone Before Daylight Svédországban a legkelendőbb albumok egyike lett 120.000 fölötti eladott példányszámmal (2x Platinum). A zenekar 2005. Október 19-én kiadta hatodik albumát Super Extra Gravity címmel, amely kedvező fogadtatásra talált 40.000 fölötti eladással. 2008 elején jelent meg The Best című albumuk, amely legjobb dalaik gyűjteménye. Jelenleg egy hosszabb pihenőn vannak, amelyen valószínűleg már újabb albumukat veszik fel és 2008 végén, 2009 elején térnek vele vissza.

## Szóló projektek
1999-2002-ig, mialatt a zenekar szünetet tartott a lemezek készítésében, többen az együttesből szóló albumokat adtak ki. Ilyen volt Nina Persson: A Camp című albuma. Peter Svensson a Paus albumon dolgozott Joakim Berg segítségével, míg Magnus Sveningsson Righteous Boy című albumát vette fel. Még ezekben az években érdemes megemlíteni a Talking Heads által írt dalt, amit Tom Jones-szal adott elő a zenekar, melynek címe: Burning Down The House.
2006-ban Nina kiadta a The Cake Sale című albumot. Az album 9 számot tartalmaz, amelyek az ír művészekről szólnak. Az ebből származó bevételt a Fair Trade kampánynak ajánlotta fel.
2007 májusában Nina megjelent Send Away the Tigers dalával, amelyben vokálon Your Love Alone Is Not Enough számot énekli, megosztott vokálon a Manics frontemberével James Dean Bradfielddel énekelnek, aki a második kedvenc gitárosnak tartotta Peter Svenssont, és úgy tűnt, a Glastonbury Festival színpadán élőben is elő fogják adni a dalt.
A 2007-es rövid szünetben Nina felvette a második A Calm albumát.

## Diszkográfia
1. Emmerdale (1994)
2. Life (1995)
3. First Band on the Moon (1996)
4. Gran Turismo (1998)
5. Long Gone Before Daylight (2003)
6. Super Extra Gravity (2005)
7. The Best (2008)

## Főbb dalaik
- Lovefool
- My Favourite Game
- Erase / Rewind
- Rise and Shine
- Hanging Around
- Sick and Tired
- You're the Storm
- Explode
- For What It's Worth
- Burning Down the House (Tom Jones-szal)